# Crocidolomia subhirsutalis
Crocidolomia subhirsutalis là một loài bướm đêm trong họ Crambidae.